# Zbigniew Mackiewicz
Zbigniew Władysław Mackiewicz (ur. 4 lutego 1947 we Tarnawie) – polski rolnik i polityk, poseł na Sejm X kadencji (1989–1991).

## Życiorys
Posiada wykształcenie średnie zawodowe. Na początku lat 70. ukończył Technikum Mechaniczne dla Pracujących w Legnicy. Pracował w Państwowym Ośrodku Maszynowym, później w gospodarstwie rodzinnym i bazie maszynowej. W 1976 rozpoczął prowadzenie własnego gospodarstwa rolnego. Od 1973 do 1980 należał do Polskiej Zjednoczonej Partii Robotniczej.
W latach 80. działał w jawnych i podziemnych strukturach Niezależnego Samorządnego Związku Zawodowego „Solidarność” Rolników Indywidualnych, był skarbnikiem struktur regionalnych, a w 1989 przewodniczącym rady wojewódzkiej.
W 1989 uzyskał mandat posła na Sejm X kadencji z okręgu legnickiego jako kandydat bezpartyjny z poparciem Komitetu Obywatelskiego. Był członkiem Obywatelskiego Klubu Parlamentarnego, pracował w Komisji Rolnictwa i Gospodarki Żywnościowej oraz w Komisji Młodzieży, Kultury Fizycznej i Sportu. Nie ubiegał się o reelekcję.
Działał później w Stronnictwie Ludowo-Chrześcijańskim i Stronnictwie Konserwatywno-Ludowym. W 2002 z ramienia lokalnego komitetu bez powodzenia ubiegał się o stanowisko wójta gminy Ruja. W 2004 został prezesem nowo powołanego Związku Indywidualnych Rolników. W tym samym roku wstąpił do Prawa i Sprawiedliwości. W 2007 przeszedł na rentę. W 2014 bezskutecznie kandydował do rady powiatu legnickiego.
W 2015 otrzymał Krzyż Wolności i Solidarności. W 2016 odznaczony Krzyżem Kawalerskim Orderu Odrodzenia Polski. W 2000 wyróżniony odznaką honorową „Zasłużony dla Rolnictwa”.